# Robert Oxnam
Robert Bromley Oxnam é um estudioso sobre a China e ex-presidente da Asia Society onde esteve por mais de uma década eventualmente acompanhando personalidades como Bill Gates, Warren Buffett e o ex-presidente dos EUA, George H. W. Bush em passeios pela China. Oxnam se tornou conhecido nos meios de comunicação pública depois de sua 2005 autobiografia, A Fractured Mind (em português Uma Mente Fragmentada), em que revelou ter sido diagnosticado como portador de transtorno dissociativo de identidade.

## Carreira
Depois de uma carreira acadêmica como um estudioso da China, Oxnam presidiu a Asia Society - o principal patrocinador do contato cultural, educacional e artístico entre os Estados Unidos e a Ásia - de 1981 a 1992. Ele era freqüentemente convidado por líderes políticos para ajuda-los a descobrir como lidar com os chineses, devido à instabilidade política na China no final de 1980. Oxnam acompanhou o ex-presidente dos EUA, George H. Bush como conselheiro de campo em uma viagem de boa vontade para a China no final de 1990.

## Problemas
Depois de quinze anos de tratamento, Oxnam decidiu expor publicamente seu diagnóstico de transtorno dissociativo de identidade em sua autobiografia, A Fractured Mind, onde conta sobre suas onze identidades, cada uma com seus próprios traumas e conflitos pessoais. No livro, depois de deixar que cada personalidade dê sua própria versão, finalmente é possível conhecer a personalidade "Baby", quem revela que Oxnam foi sexualmente abusado quando era criança – o que seria a explicação para seu distúrbio. O longo tratamento permitiu-lhe livrar-se de várias personalidades então agora conta com apenas três – Bobby, Tommy e Wanda –, além, do Robert original.
Em um dos relatos de seu livro, Oxanam descreve seu grande temor de ter um "surto" durante eventos prestigiados que comparecia, como em uma ação para levantar fundos onde o presidente George H. W. Bush era um dos convidados:

Senti uma vibração, como um telefone celular. Sabia que era uma mensagem de Bobby. "O presidente não está feliz", ele disse, "Está triste", "Claro que está feliz. Esta sorrindo. Por favor, agora não!", "Olhe para seu rosto, ele não está feliz, está com um sorriso dolorido, quem o feriu?", "Ok, eu reparei. Mas não podemos falar disso agora, vamos nos falar depois. Adeus!"